# Класичний Ваймар
50°59′00″ пн. ш. 11°19′00″ сх. д. / 50.98333333° пн. ш. 11.31666667° сх. д.
Класичний Ваймар — історичний ансамбль міста Ваймара, внесений до списку Світової спадщини ЮНЕСКО у грудні 1998 року. Ансамбль включає одинадцять різних, переважно «асоціативних» пам'яток міста Веймар, цінність яких формується з поєднання історичних подій, будівель та їхнього автентичного оздоблення.

## Культурно-історична класифікація
Ансамбль «Класичний Веймар» є унікальним свідченням минулої культурної епохи — «Веймарська класика», підготовленої європейським Просвітництвом у центральноєвропейському місті-резиденції близько 1800 року.
ЮНЕСКО обґрунтувала включення Ваймара до Списку світової спадщини «великою художньо-історичною важливістю громадських і приватних будівель і паркових ландшафтів часів розквіту класичного Ваймара» і «видатною роллю Ваймара як інтелектуального центру наприкінці 18-го і початок 19-го століття».
«Ваймарський класицизм» сприйняв традиції та прогресивні впливи світової культури та вийшов далеко за межі національних кордонів за значенням і впливом і стала частиною світової культури. Тут створювалися літературні твори виняткової ваги, які відрізнялися космополітизмом, загальноосвітніми стандартами та гуманістичними прагненнями. Ваймар став осередком європейських інтелектуальних течій: у 1772 році до міста-резиденції приїхав поет Крістоф Мартін Віланд, у 1775 році Йоганн Вольфганг фон Гете, роком пізніше Йоганн Готфрід Гердер, а в 1799 році Фрідріх Шиллер. Смерть Гете в 1832 році ознаменувала кінець «Веймарського класицизму».
В архіві Гете та Шиллера та бібліотеці герцогині Анни Амалії рукописи та книги є матеріальними свідченнями класичної ваймарської літератури. Численні пам'ятники, що збереглися у вражаючій щільності та автентичності, розповідають про середовище проживання поетів, їхніх меценатів та про зразкові художні, архітектурні, містобудівні та ландшафтні досягнення того часу.

## Пам'ятки «Класичного Ваймару»

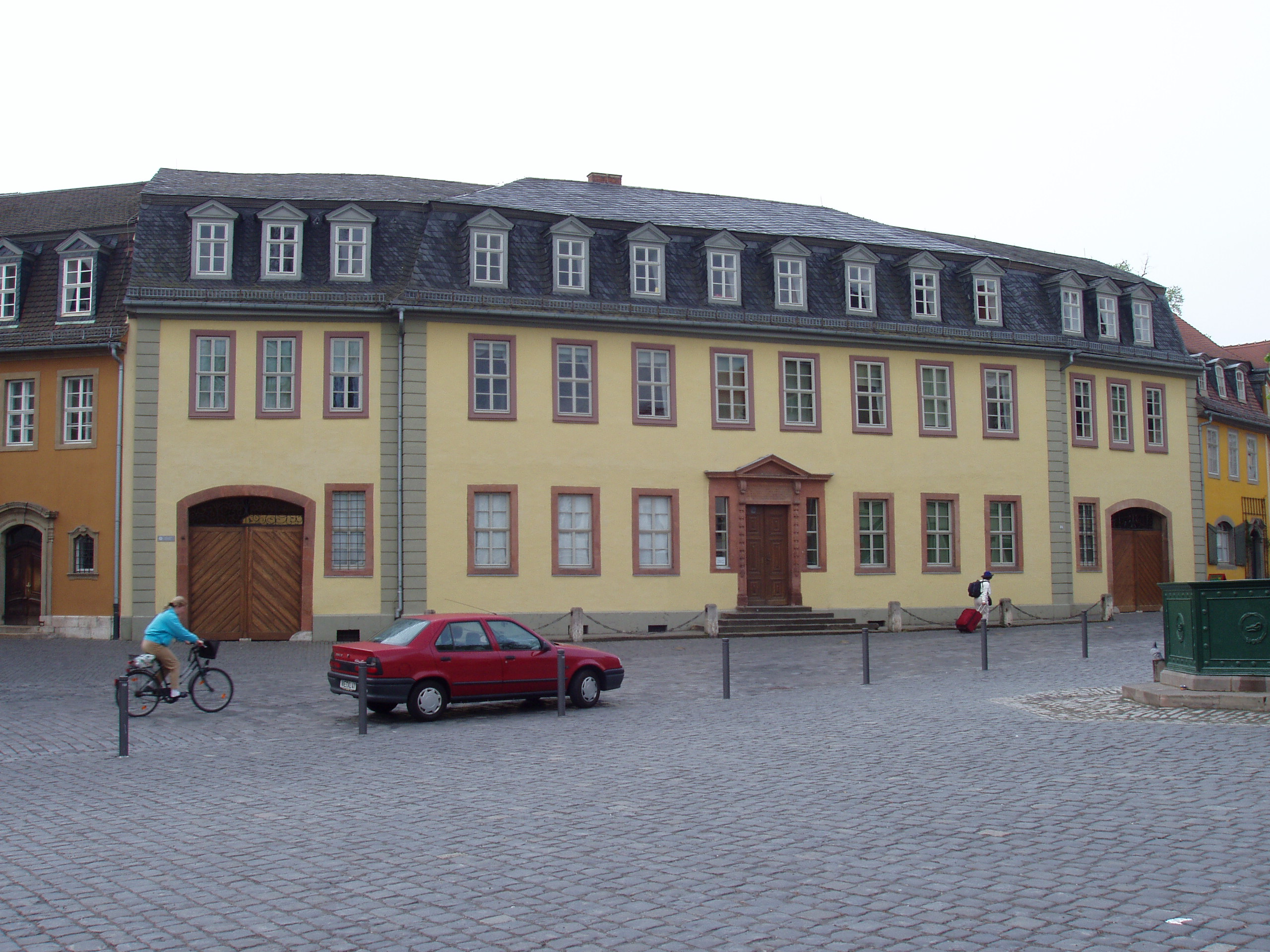
Будинок Гете

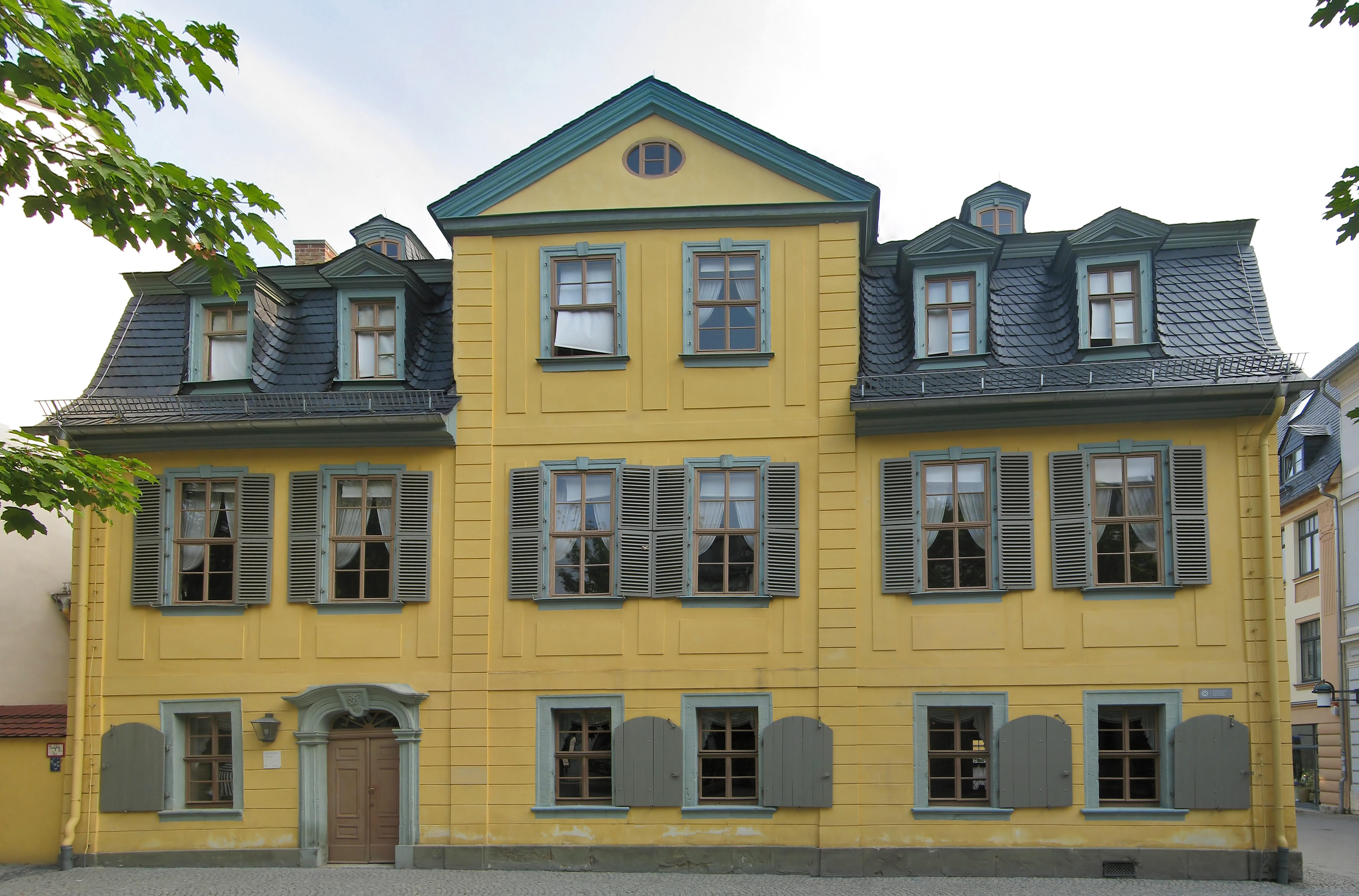
Будинок Шиллера

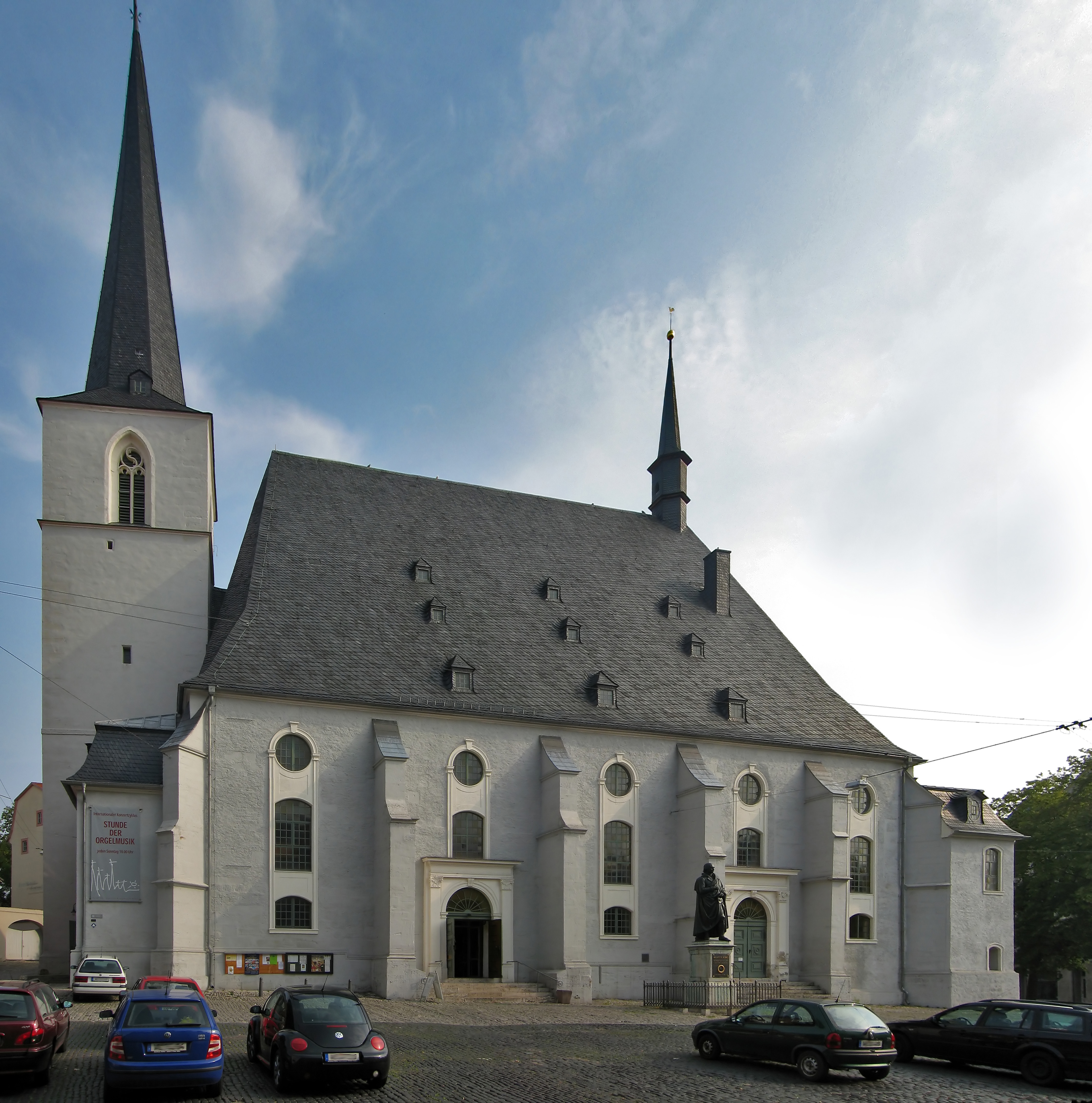
Гердерська церква

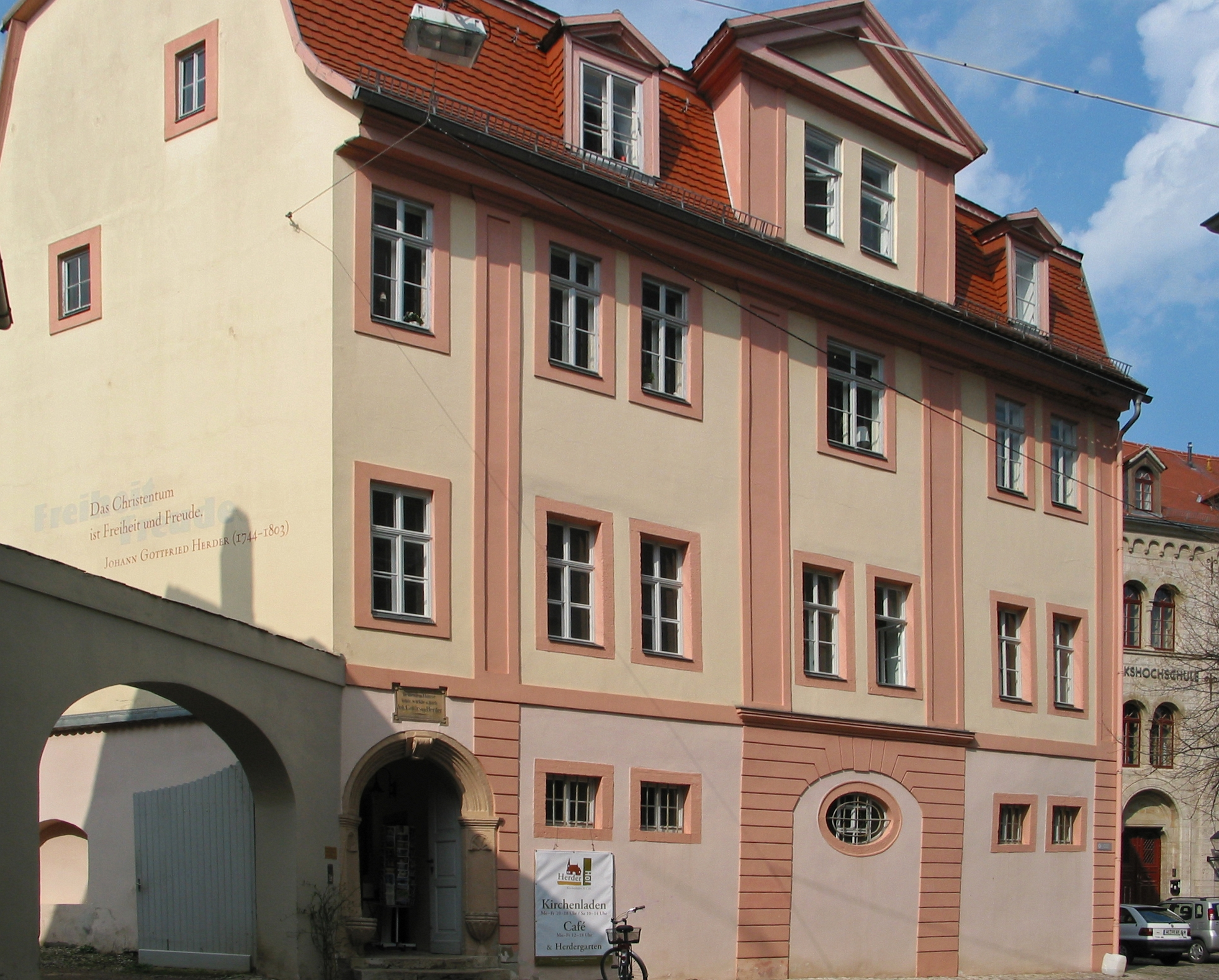
Будинок Гердера

Об'єкт Світової спадщини ЮНЕСКО «Класичний Веймар» включає (див. зображення праворуч):
- Будинок Гете (Haus am Frauenplan)
- Будинок Шиллера
- Місця, пров'язані з Гердером — Церква Гердера (міська церква Св. Петра і Павла), будинок Гердера та стара гімназія у Веймарі

і (фото нижче):
- Веймарський міський палац
- Віттумський палац
- Бібліотека герцогині Анни Амалії

|               |              |                                  |
| Міський палац | Палац Віттум | Бібліотека герцогині Анни Амалії |

- парк на Ільмі з римським будинком, садовим будинком Гете та садом Гете на зірці

|               |                  |                 |
| Парк на Ільмі | Римський будинок | садовий будинок |

- Палац Бельведер і палацовий парк із оранжереєю
- Замок і парк Еттерсбург
- Замок і замковий парк Тіфурт

|                 |                      |              |
| Палац Бельведер | Еттерсбурзький замок | Замок Тіфурт |

- історичний цвинтар у Ваймарі з королівським склепом

|                      |
| королівська гробниця |

## Фільм
- Уте Гайслер (сценарій і режисура), Гольґер Шюппель (оператор): Schätze der Welt — Weimar — Die Stadt im Park (Скарби світу — Веймар — Місто в парку; 14:33 хв.)